# Härlöv
Härlöv is een plaats in de gemeente Alvesta in het landschap Småland en de provincie Kronobergs län in Zweden. De plaats heeft 72 inwoners (2000) en een oppervlakte van 18 hectare.